# Osogna
Osogna (antiguamente en alemán Ulonia) es una comuna suiza del cantón del Tesino, localizada en el círculo y distrito de Riviera. Limita al norte con la comuna de Biasca, al este con Cauco (GR) y Arvigo (GR), al sur con Cresciano, y al oeste con Lodrino e Iragna.

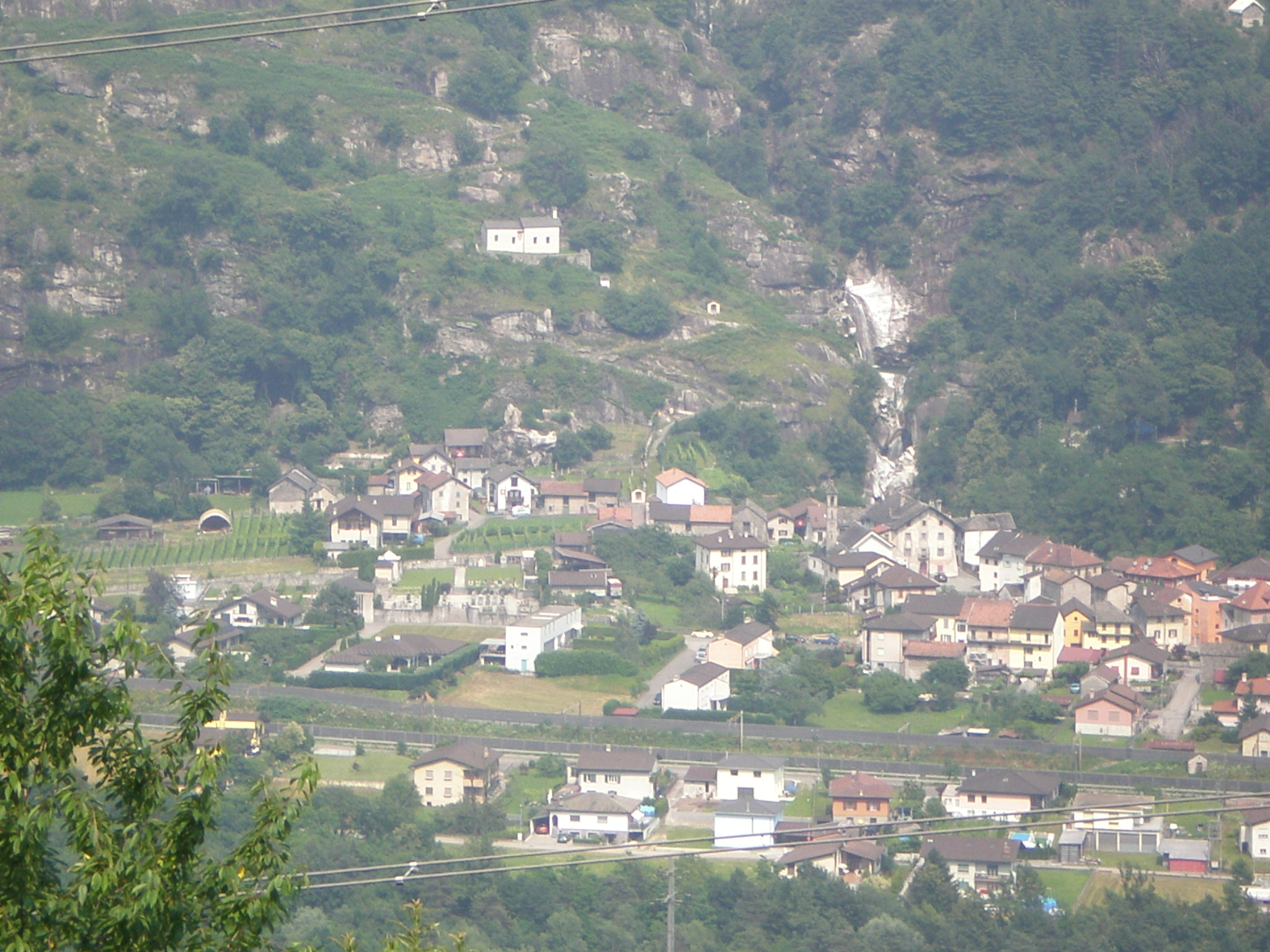

El centro se mantuvo bastante intacta. Hasta 1798 albergó la residencia del bailío de Uri, Schwyz y Unterwalden, administrador de los dominios de las Riviera. La comuna se desarrolló principalmente a lo largo de la carretera principal.

## La comuna patricias
La comuna patricias incluye todas las familias patricias de la antigua comuna, que administran el patrimonio indiviso de la comunidad, tales como bosques, praderas, montañas, praderas alpinas y son responsables del mantenimiento de las estructuras, carreteras, puentes, caminos, fuentes.
Institución pública más antigua que la comuna, la comuna patricias tiene toda la zona de montaña, especialmente los bosques y los pastos del valle de Osogna. Esta institución se remonta a la Edad Media.
Un reglamento de 1410 establece que si una familia tiene más de 10 cabras que pagar un diezmo (un buen cabrito). Interesante es también el acta de la reunión del 3 de agosto de 1448. Usted decide la ubicación de un edificio para un aserradero. Estos fueron designados sólo con el nombre (José de Cornón o Guillermo de Roncasc).
El disfrute de los pastos durante el verano fue dividido entre las familias patricias (Boggia de Casnedi para la familia Pellanda, Boggia de Orz para la familia Jemetti, Boggia de Otri para la familia Mattei). Esta actividad agrícola típico de la región de los Alpes (estática trashumancia: comenzaron a subir a las montañas para terminar primero en los pastos de verano a finales de 2000 m) fue abandonado en 1950.
Las antiguas familias patricias de Osogna son los siguientes:
- Guidi, Jemetti, Malaguerra, Mattei, Negrini, Pellanda.

## Historia
El lugar es llamado por primera vez en un documento del 1299. Tumbas romanas fueron encontrados cerca del río Nala.
La agricultura era la actividad principal de la población. Las castañas son un fruto importante para la alimentación. La vid se cultiva también en el más favorable.
El trigo y el centeno se cultiva para el consumo local. Las gavillas de trigo fueron golpeados y puestos a secar en la "rascana" (una estructura de madera como una escalera muy grande), precisamente en la zona denominada "Rascana".
En el valle de Osogna había muchos animales salvajes. El último oso fue abatido en 1837 por Francesco Antonio Mattei
Entre 1808 y 1837 fueron 15 los osos abatido en el valle Osogna. El Estado pagó una recompensa de 50 libras de Milán por cada oso muerto (tenía que entregar la pata derecha).
El pueblo era una vía para el Paso de San Gotardo. Algunas tabernas se hizo cargo de los pasajeros y los caballos se detuvieron para pasar la noche.
El río Ticino a menudo inundado prados y campos del plan. Incluso hoy en día, a pesar de los refugios, sucede que algunas áreas se inundan.
La industria del granito ha crecido con la apertura del ferrocarril del San Gotardo. En 1899 más de 1500 trabajadores que trabajan en los canteras Osogna: era una gran industrias tesineses, son altamente dependientes de las condiciones económicas. En 1908 la producción había disminuido ya a la mitad y la competencia se hizo más fuerte y más fuerte de hormigón. Los trabajadores vinieron de Italia y fue una silicosis enfermedades profesionales típicas de los canteros. La huelga para conseguir mejores condiciones de trabajo y los salarios eran frecuentes. La última canteras estaban activos hasta 1960. Hoy en día, las canteras todavía están abiertos a Cresciano.
La apertura del ferrocarril del San Gotardo (en 1882) permite a varias personas para trabajar como mano de obra para el mantenimiento de la línea, mecánicos en les talleres de Bellinzona o Biasca y empleados del ferrocarril.
Después de la Primera Guerra Mundial, la escuela era conocida en la comuna de Osogna y en el extranjero ya que la maestra Giovannina Mattei-Alberti practicado el método Montessori.
La emigración hacia los Estados Unidos y América Latina ha sido muy fuerte en el siglo XIX hasta la Segunda Guerra Mundial.
Osogna fue la capital de la Bailía 1573 a 1798 y es la capital del distrito de Riviera desde 1803. El Vogt representaba el poder de los tres cantones soberanos (Uri, Schwyz y Unterwalden) y administraba justicia. La ejecución tuvo lugar en la "Justicia" entre Biasca y Osogna (como las impuestas a los asesinos, hechiceros, herejes y las brujas).

## Geografía
Osogna es de 15 kilómetros al norte de Bellinzona y 5 km al sur de Biasca, en la margen izquierda del río Ticino. El pico más alto es el Torrone d'Orza o Torrone Alto (2.952 m). El río Nala divide la ciudad en dos. El río Boggera marca la frontera con Cresciano.
Las rocas de la región son el gneis y el granito.
La vegetación se compone de árboles de hoja caduca (hayas, castaños) de hasta 900 metros de altitud y más tarde por coníferas (abeto, alerce) hasta 2000 m.

## Parroquia de Osogna
Los católicos de Osogna pertenecen a esta parroquia. La iglesia parroquial dedicada a los Santos Gratinado y Felino es el 1498.
Hay otras dos iglesias en la ciudad: la iglesia de Santa Maria (finales de la Edad Media, con retablo gótico de Ivo Striegel), construido sobre los cimientos de un antiguo castillo y la iglesia de Santa Piedad (1699-1729).